# Фіайнш (Санта-Марія-да-Фейра)
Фіайнш (порт. Fiães; МФА: [fi.ˈɐ̃jʃ]) — парафія в Португалії, у муніципалітеті Санта-Марія-да-Фейра. Розташована в західній частині країни, на теренах історичної португальської провінції Бейра. Входить до складу округу Авейру. За адміністративним поділом, чинним до 1976 року, терени парафії були складовою провінції Берегове Дору. Належить до Авейрівської діоцезії Католицької церкви. Патрон — Діва Марія. Площа — 6,3782 км². Населення — 7991 ос. (2011). Середньо урбанізований регіон. Густота населення — 1252,86 осіб/км²
. Код — 010907.

## Географія

Санта-Марія-да-Фейра (2013)
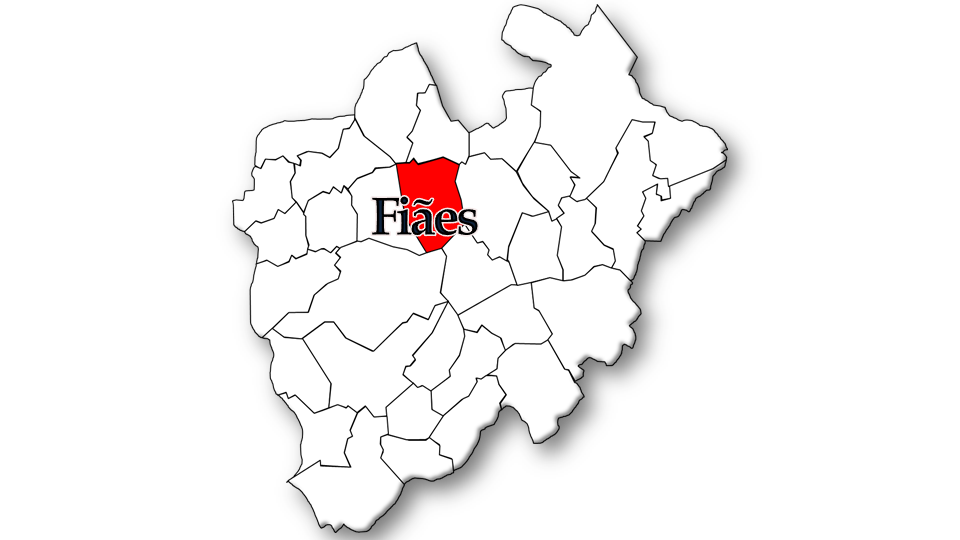
Фіайнш

## Населення
| Кількість мешканців | Кількість мешканців | Кількість мешканців | Кількість мешканців | Кількість мешканців | Кількість мешканців | Кількість мешканців | Кількість мешканців | Кількість мешканців | Кількість мешканців | Кількість мешканців | Кількість мешканців | Кількість мешканців | Кількість мешканців | Кількість мешканців |
| ------------------- | ------------------- | ------------------- | ------------------- | ------------------- | ------------------- | ------------------- | ------------------- | ------------------- | ------------------- | ------------------- | ------------------- | ------------------- | ------------------- | ------------------- |
| 1864                | 1878                | 1890                | 1900                | 1911                | 1920                | 1930                | 1940                | 1950                | 1960                | 1970                | 1981                | 1991                | 2001                | 2011                |
| 1 552               | 1 804               | 1 841               | 2 030               | 2 363               | 2 527               | 3 037               | 3 654               | 4 459               | 5 486               | 6 593               | 7 713               | 8 842               | 8 754               | 7 991               |